# Bergwerk Goldene Sonne
Die Goldene Sonne ist ein ehemaliges Bergwerk in der Gemeinde Felsberg am Taminser Calanda im Kanton Graubünden in der Schweiz.

## Geschichte

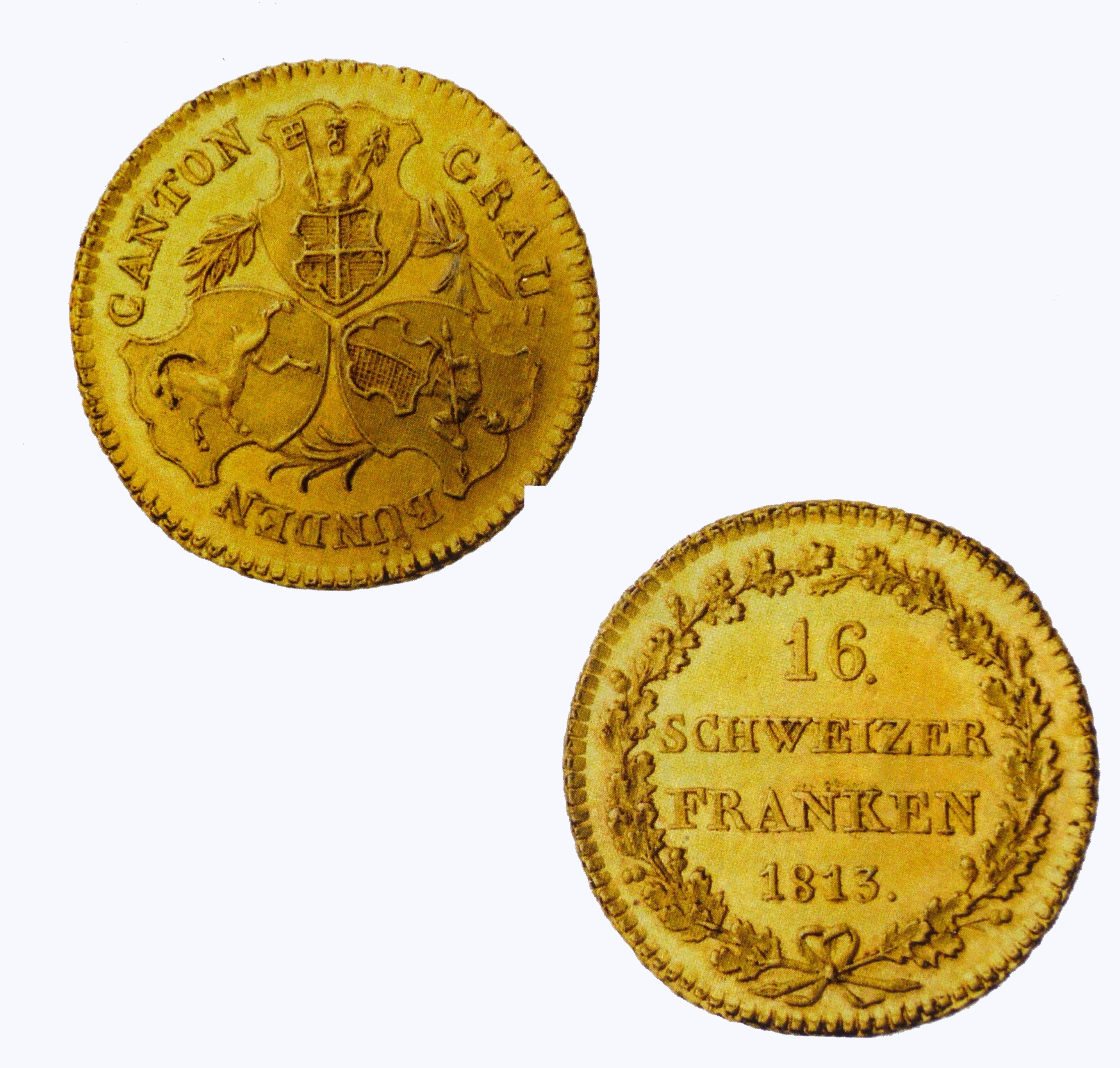
«Bündner Dublonen»: Goldmünzen aus dem Jahre 1813 mit Gold aus dem Calanda (Abbau A).

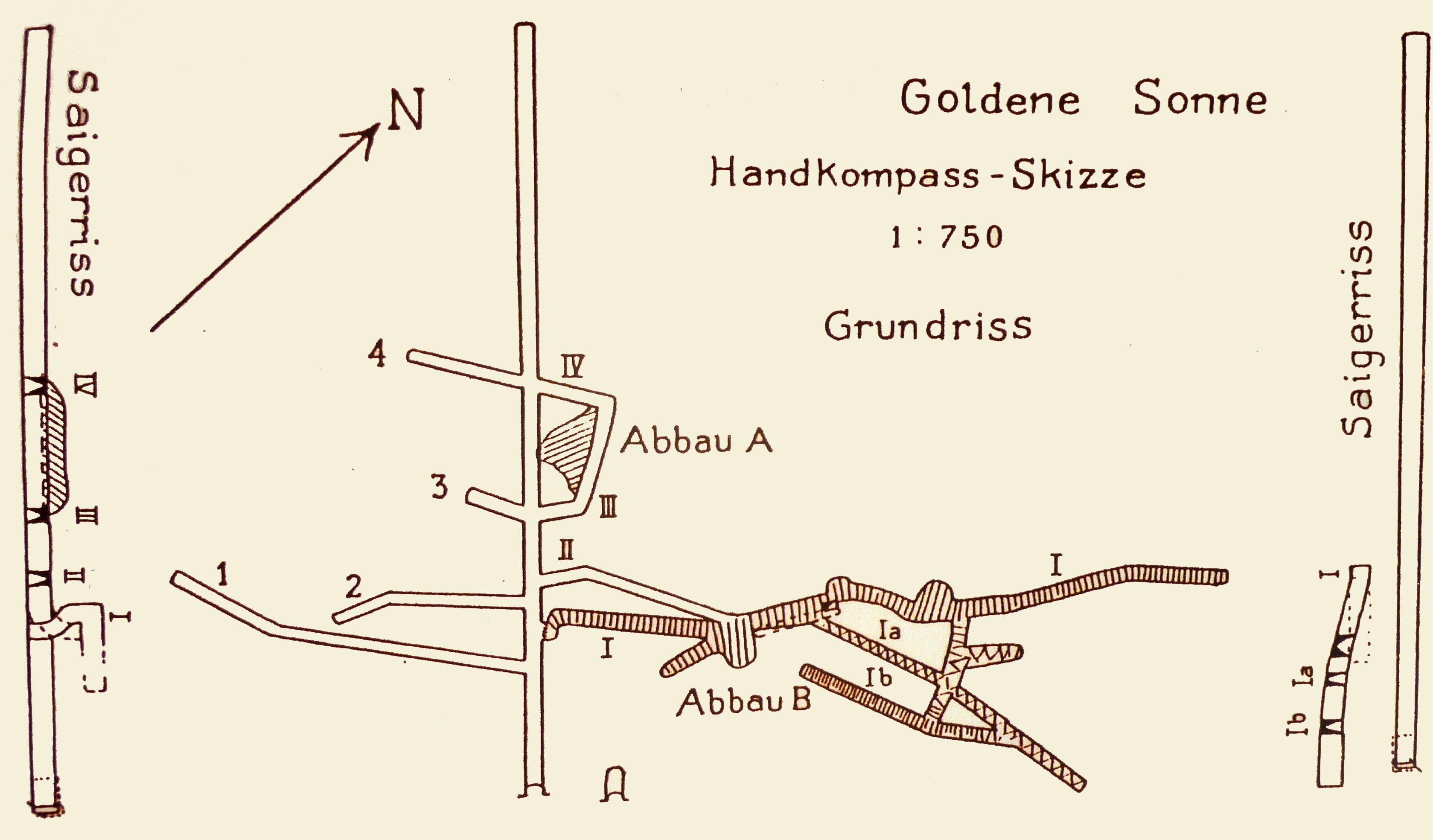
Plan des ehemaligen Bergwerks um 1860 (Abbau B).

Kelten und Römer schienen sich bereits für den Calanda und sein Gestein interessiert zu haben; verschiedene Funde und Kratzspuren in alten Stollen deuten darauf hin.
Im Jahr 1803 entdeckte der Schlossermeister Vinzens Schneller aus Felsberg auf seinem Grundstück vom Calanda herabgestürzte Felsbrocken. Die Blöcke wurden gesprengt und zum Bau von Uferverbauungen verwendet. In einem der gesprengten Steine wurde etwas Glänzendes entdeckt, das der Churer Apotheker Georg Capeller als reines Gold erkannte. Vincenz Schneller wurde für seinen Fund mit 70 «Bündner Gulden» (damalige kantonale Währung) entschädigt.
Im Jahr 1809 gründete Apotheker von Capeller zusammen mit Weiteren die Bergwerksgesellschaft «Zur goldenen Sonne». Bei der Abbruchstelle der Steine wurden auf einer Höhe von 1295 m ü. M. die ersten Gruben Fliden und Tschengels angelegt. Sechs Arbeiter waren beschäftigt, die eine goldführende Ader entdeckten (Abbau A). 1811 wurde die «Erzschmeckerin» Catharina Beutler aus Fischbach TG beigezogen. Auf ihre Empfehlung wurde auf einer Höhe von 1040 m ü. M. ein zweiter, 120 Meter langer Stollen angelegt, allerdings ohne dass man dabei auf Gold gestossen wäre.
In den ersten vier Jahren sollen rund 2,5 Kilogramm Gold gewonnen worden sein. Um die Steine zu zerkleinern, wurden ein kleines Pochwerk und eine Mühle sowie ein Knappenhaus angelegt. Die grösste Stufe soll etwa 125 Gramm gewogen und aus 23 karätigem Gold bestanden haben. Da Graubünden als Freistaat durch die Mediationsverfassung das Recht erhalten hatte, eigene Münzen zu prägen, wurden im Jahr 1813 mit dem Gold aus dem Calanda «Bündner Dublonen» geprägt im Wert von 16 alten Schweizer Franken. Je nach Quelle schwankt die Angabe über die Anzahl zwischen 52 und weit über 100 Stück. Die Münzen tragen die Aufschrift «Canton Graubünden» und die Wappen der Drei Bünde. Da die Arbeiter jedoch per Kilogramm Materialabbau bezahlt wurden, gruben sie planlos drauflos und verloren mangels fachkundiger Anleitung den goldführenden Gang. Nach grossen finanziellen Verlusten löste sich die Gesellschaft im Jahr 1820 auf, das Bergwerk wurde 1822 geschlossen.
Im Jahr 1856 wurde unter der Führung von U. A. Sprecher aus Chur die Arbeit im ersten Stollen wieder aufgenommen. Die goldführende Quarzader wurde aufgefunden und mehrere Goldstufen gefunden (Abbau B). 1857 brachte eine Stufe an der Industrieausstellung in Bern einen Erlös von 400 Franken, womit gerade die Kosten für die Förderung gedeckt werden konnten. 1859 ging die Pacht an den Churer A. Stecher über. Später versuchten weitere Pächter ihr Glück, sie blieben aber alle erfolglos. Im Jahr 1909 wurden die Arbeiten endgültig eingestellt.
1960 fand der Strahler Jakob Stieger aus Domat/Ems eine vier Zentimeter breite Stufe. Seit 1969 besteht am Calanda ein Strahlungsverbot.
Das Bergwerk und die Goldfunde am Calanda waren und sind Gegenstand mehrerer Bücher und Ausstellungen. So zeigte das Helvetische Goldmuseum in Burgdorf in einer einjährigen Ausstellung Materialien zum Goldabbau am Calanda. Einige der Goldstufen aus dem Bergwerk «Goldene Sonne» sind im Bündner Naturmuseum in Chur ausgestellt.

## Trivia
Im Rebgebiet der Gemeinde Felsberg wird der Weisswein Riesling×Silvaner «Goldene Sonne» angebaut.